# Карстен Борхгревінк
Ка́рстен Еґебо́рґ Борхгревінк (норв. Carsten Egeborg Borchgrevink; 1 грудня 1864, Хрістіанія — 23 квітня 1934, Осло) — норвезький полярний дослідник та натураліст.

## Біографія
Карстен Борхгревінк став першою людиною, котра ступила на Антарктичний материк (23 січня 1895 року). Організатор наукової експедиції та зимівлі. Першим провів її на континенті. Перший, хто проник в глиб Антарктиди, досягнувши широти 78 грд 50 хв. Перший, хто показав маршрут штурму Південного полюсу.
З дитинства Карстен, як істинний норвежець, захоплювався мандрівками і вже тоді визначив для себе незвідану ціль: Антарктичний континент. Цій меті підпорядкував усе життя. Вчиться на лісотехніка, опановуючи відповідно потрібні для подорожей дисципліни, мови. Деякий час працює за своєю спеціальністю, потім викладає в Христіанії. Захоплюється мисливством, туризмом, невідворотно лижами. В 1888 вирішує перебратися ближче до своєї мрії — в Австралію, яку, працюючи геодезистом проходить за чотири роки вздовж і впоперек, потім викладає в сіднейському Корвел-коледжі. Знайомиться і веде листування з авторитетами в дослідженні полярних широт.
Борхревінк не помилився: в 1894 році в Мельбурн прибуває китобійна шхуна «Антарктік» послана норвезьким підприємцем Свеном Фойном на розвідку звіробійних промислів за південним полярним колом. Декілька натуралістів прохають взяти їх на борт, але рейс комерційний, пасажирських місць немає, та й сморід ворвані швиденько всіх відлякує. Крім Карстена. Він стає рядовим членом екіпажу, матросом, і витримує усі труднощі важкого плавання примудряючись при цьому уривати хвилини для наукових спостережень.
При наближенні вільної від криги ділянки суходолу — мису Адер — вмовляє капітана, Леонардо Кристенсена, провести висадку на антарктичний берег. Розуміючи історичність моменту шкіпер спеціально став на ніс шлюпки і першим ступив на суху поверхню, але Карстен скочив раніше, прямо у воду, на мілині. Пізніше шановні вчені мужі-географи дійшли однозначного висновку: позаяк шельф це частина материка, то першість за Борхгревінком. Але це потім, а тоді він за лічені години встиг описати антарктичний лишайник, зробити замальовку, зібрати зразки порід і помітити у воді медузу.
Повернувшись з плавання одразу вирушає, долаючи перешкоди та безгрошів'я в Лондон на У1 Міжнародний географічний конгрес, встигає, доповідає, висуває ідею зимівлі в Антарктиді. Уперше пропонується свідомо відпустити судно і залишитися на довгий полярний рік в невідомому місці з незнайомими і ворожими кліматичними умовами, в абсолютній, космічній відірваності від решти світу, при наявності ризику, що судно наступного сезону може не пробитися крізь кригу.
Висловлюються законні сумніви, а — головне — грошей ніхто не дає. Борхгревінк не впадає у відчай, стає в пригоді навичка спілкування з людьми і врешті отримує 35 000 фунтів стерлінгів від Джорджа Ньюса, видавця, під монопольне право на книгу про майбутню подорож. За них організатор придбав 521-тонний корабель Полакс (Pollux), котрий перейменовує в Південний Хрест (Southern cross), дообладнує для експедиції; закуповує, замовляє необхідне спорядження, інструмент, обладнання. На ходу конструює потрібне. Підбирає людей. Бере з собою собак.
23 серпня 1898 року Південний Хрест відпливає з Лондона, а 17 лютого стає на якір біля мису Адер.
Дев'ять днів переправляють вантажі та людей на берег, споруджують дві хатинки. 2 березня корабель знявся з якоря. Перша наукова материкова зимівля почалася.
Провадилася вона зразково-показово. Що дві години метеоспостереження не зважаючи на негоду, почергова робота на камбузі, по господарству, спільні аврали, заняття-навчання для особового складу експедиції, коли лід став — картографічні зйомки, вилазки на розвідку, заготівля м'яса-яєць як протицинготний засіб, та на випадок не прибуття судна.
Вперше людина стикнулася зі своєрідністю норову Антарктиди: скажені вітри, та нещадне сонце початку полярного літа — на лиці виразки. Тоді ж, із безпосередньою участю начальника експедиції було знайдено протидії: троси для розчалювання-кріплення будиночків, маски з прорізами для очей. Вдався і вибір собак як основного засобу пересування. (Слабуючих дорізали і згодовували іншим. Жорстоко, але зрозуміло для тих умов. Уцілілих Карстен не покинув, і не пожалів зусиль прилаштувати у добрі руки.)
Уперше в Антарктиді люди зустрічають Новий рік і нове століття.
У першу експедицію прийшла і перша смерть людини в Антарктиді. Помер Гансон, медико-біолог. Травма. Засумував за домом, почав слабнути, втрачати цікавість до всього, потім зовсім підводитися перестав, ледь діждався сонця… Вже в наш час визначили: це стандартна полярна хвороба, здавала печінка; що чому передує: сум захворюванню, чи останнє тягне за собою депресію — питання спірне, хоча і нині, якщо людина в тих умовах починає страждати за домом, то її евакуюють до того, як транспортний зв'язок з рештою світу обірветься, і ще не було випадку, щоб вивезеному не полегшало.
28 грудня 1900 року Полярний Хрест підійшов до мису Адер. Зимівля закінчилася. Та не закінчилася експедиція. Було з труднощами віднайдено прохід в бар'єрі Росса і Борхревінк одноосібно, не ризикуючи людьми, зробив розвідку в глиб материка, досягнувши 78 грд 50 хв. На більше не вистачало відведеного часу, полярний день закінчувався, судно могло потрапити в крижаний полон.
Полярники щасливо повертаються додому. Карстен Борхгревінк сідає за книгу. В ній чесно і детально передає свій досвід. Хто йому слідував, той потім втрат в Антарктиді не мав.
А ще у своєму повіствуванні підкреслює, що хоча на гафелі судна був британський Юніон Джек, але судно було зроблено з норвезьких матеріалів, експедиція складалася з норвежців, а на щоглі в Антарктиді вони підняли норвезький національний прапор. Ці зауваги стали причиною відносного забуття людини, котра за означенням перший тримає заслужене перше місце. Великобританцям чужі подвиги не цікаві, а Норвегія якраз була захоплена драмою свого безпосереднього дітища: дрейфу нансенівського Фраму.
Більше в Антарктиду Карстену Еґеборґу Борхгревінку потрапити не довелося. Працював на біостанції на Півночі, викладав, був головою мисливського товариства Норвегії. Нехай він опинився в тіні такого титана як Нансен, чи більш сенсаційного Амудсена, проте заслужено стоїть в чільній групі найкращих синів Норвегії, висунутих нею в боротьбі за незалежність та пошуку свого місця серед інших країн світу.
Помер в 1934 році в Осло.